# 納西語
納西語是一種漢藏語系語言，為納西族的語言，主要通行於丽江市和附近地区，目前有大約三十萬的使用人口。納西語有自己的書寫文字——東巴文和哥巴文。

## 語系分類
目前可以確定的是，納西語是藏緬語族的一種語言。至於這個語言和緬彝語支之間的關係，有爭議，有些人認為它是緬彝語支的一員，有些人認為它是羌语支的一員。

## 使用情况
根據2000年的資料，使用納西語的人口總共有308,839人，其中有約100,000人是單語人口。另外有大約170,000人以漢語、藏語或白語等語言做為第二語言。納西語多數的使用者（20万人）聚居于丽江市的古城区和玉龙纳西族自治县，少数散居于雲南、四川的临近县市，个别居於西藏芒康县。另外亦可能有些納西語的使用者居於緬甸。
納西語是當地學校教授的語言，並且亦在當地的政府機構和市場等地使用，同時在麗江的納西族自治區裡，許多當地的媒體亦以納西語來進行訊息的傳播。

## 方言
《纳西语简志》把納西語分成两種方言（人数根据《简志》的估计）。
- 西部方言，自称纳西，20万人
  - 大研镇土语，分布在丽江市古城区大研街道和附近地区，3万多人
  - 丽江坝土语，主要分布在丽江市的古城区、玉龙纳西族自治县，以及香格里拉、维西、德钦县、贡山等县的部分地区，14万人
  - 宝山州土语，主要分布在玉龙县的宝山乡、大具乡等地，1万多人
- 東部方言，4万人
  - 永宁坝土语，自称纳，主要分布在宁蒗县永宁乡和盐源县盐井镇。香格里拉县自称“玛丽玛萨”的一百多户纳西族也用这种土语。
  - 北渠坝土语，自称纳恒，分布在宁蒗县大兴镇等地
  - 瓜别土语，自称纳汝，分布在盐源县沃底乡等地

其中西部方言受汉语影响较大，東部方言内部差异较大。
史籍上称纳西族为“摩沙”、“麽些”等。近年来摩梭人一般指操东部方言（即摩梭語）的纳西族。

## 文字
傳統文字有東巴文和哥巴文，主要是东巴教的经师使用。玛丽玛萨人使用一种类似哥巴文的玛丽玛萨文，字数较少。
1957年通过了使用拉丁字母的《纳西文字方案（草案）》，以西部方言大研镇土语为标准音。1983年又对方案进行了修改。
目前大約有75,000人通曉納西文字，大部分納西族均不懂纳西文字。

## 语音
本段主要介绍大研镇土语的语音和纳西文拼写。

### 声母
|                | 雙唇音  | 唇齒音 | 齒音    | 捲舌音   | 龈腭音  | 軟顎音  |
| -------------- | ------- | ------ | ------- | -------- | ------- | ------- |
| 不送氣清塞音   | b /p/   |        | d /t/   |          |         | g /k/   |
| 送氣清塞音     | p /pʰ/  |        | t /tʰ/  |          |         | k /kʰ/  |
| 鼻冠濁塞音     | bb /ᵐb/ |        | dd /ⁿd/ |          |         | gg /ᵑg/ |
| 不送氣清塞擦音 |         |        | z /ʦ/   | zh /tʂ/  | j /ʨ/   |         |
| 送氣清塞擦音   |         |        | c /ʦʰ/  | ch /tʂʰ/ | q /ʨʰ/  |         |
| 鼻冠濁塞擦音   |         |        | zz /ⁿʣ/ | rh /ⁿdʐ/ | jj /ⁿʥ/ |         |
| 清擦音         |         | f /f/  | s /s/   | sh /ʂ/   | x /ɕ/   | h /x/   |
| 濁擦音         |         | w /v/  | ss /z/  | r /ʐ/    | y /ʑ/   | v /ɣ/   |
| 鼻音           | m /m/   |        | n /n/   |          | ni /nʲ/ | ng /ŋ/  |
| 邊音           |         |        | l /l/   |          |         |         |

d、t、dd、n、l和u、ee、e相拼时读作卷舌音。zh、ch、rh、sh、r只和u、ee、e、er相拼，只有在和ee、er相拼的时候才和齿龈音出现对立。龈腭音和软腭音在本族语中不对立。零声母实际是喉音[h]或者[ʔ]。
西部方言丽江坝土语和宝山州土语有带鼻冠和不带鼻冠两套浊塞音、浊塞擦音。这两套辅音在其他土语已经合并：在大研镇土语表现为鼻冠浊音，在东部方言表现为不带鼻冠的浊音。

### 韵母
大研镇土语有11個单韵母：i /i/、u /u/、iu /y/、ei /e/、ai /æ/、a /ɑ/、o /o/、e /ə/、er /ɚ/、ee /ɯ/、v /v̩/。还有一些介音加元音组成的复韵母，主要在借词中使用。
和拼音一样，纳西文音节不能以i、u开头，要冠以y、w。

### 聲調
1. 高平55，l
2. 中平33，不标
3. 低降31，q
4. 低升13，f，本族语很少用，主要用于早期借入的汉语入声字

纳西语中来自现代汉语的借词一般来源于西南官话的输入，西南官话的阴平、上声对应纳西语第2调，阳平对应第3调，去声对应第1调。

## 語法
納西語的基本語序為主詞─受詞─動詞。另外它的語法結構和其他通行於雲南地區的藏緬語族語言相似。

## 脚注
1. ↑  nɑ31 ɕi33 kɯ33 tʂɯ31
2. ↑  NAXI GEBA SYLLABLE nɑ-A，NAXI GEBA SYLLABLE ɕi-O，NAXI GEBA SYLLABLE kɯ-A，NAXI GEBA SYLLABLE tʂɯ-H
3. ↑   (PDF).   [2021-03-22]. （原始内容 (PDF)存档于2020-01-31）.
4. ↑  李子鹤. . 高等教育出版社. 2021.
5. ↑  李子鹤. . 茶马古道研究集刊. 2015, 4: 125–131.
6. ↑  Jacques, Guillaume; Michaud, Alexis. . Diachronica. 2011, 28 (4): 468–498. doi:10.1075/dia.28.4.02jac.

## 延伸阅读
- 方国瑜编，和志武参订，《纳西象形文字谱》，云南民族出版社，1995年。
- 傅懋勣，《纳西族图画文字〈白蝙蝠取经记〉研究》，东京外国语大学亚非言语文化研究所，1981年和1984年。
- 郭大烈、杨一红，《纳西文化诵读本》，云南民族出版社，2006年。
- 和志武，《纳西语基础语法》，云南民族出版社，1987年。
- 李霖灿、张琨、和才，《麽些象形文字標音文字字典》，文史哲出版社，1953年；《纳西族象形标音文字字典》，云南民族出版社，2001年。
- Rock, Joseph.  1963-1972.  A Na-Khi — English encyclopedic dictionary.  Roma: Instituto Italiano per il Medio ed Estremo Oriente.

## 外部連結
- 《泛語語料庫》中的納西語錄音資料. （页面存档备份，存于）
- World Digital Library presentation of NZD185: Romance and Love-Related Ceremonies. Library of Congress. Primary source 19th and 20th century manuscripts from the Naxi people, Yunnan Province, China; only pictographic writing system still in use anywhere in the world.
- Mo-So manuscripts; John Rylands Library, University of Manchester